# Katharina Henot
Katharina Henot o Henoth (Colonia, 1570 – Colonia, 19 maggio 1627) è stata una presunta strega tedesca e la prima donna a ricoprire il ruolo di mastro di posta in Germania.

## Biografia
Katharina Henot era una rispettata e conosciuta cittadina di Colonia, moglie di Heinrich Neuden. Insieme al fratello Harger Henot (1571-1637), la donna aveva ereditato l'ufficio postale del padre Jacob, dove lavorò come mastro di posta, diventando presumibilmente la prima donna tedesca a svolgere questo lavoro. Nonostante il suo buon nome, la Henot fu una delle prime vittime della violenta caccia alle streghe che imperversò a Colonia tra il 1626 e il 1631. Nel 1627 infatti una suora di un convento della città cominciò ad accusare mali misterioso e collegati alla magia nera, scatenando una serie di pettegolezzi che portarono al nome di Katharina.
Nel gennaio del 1627 sia lei che il fratello furono arrestati con l'accusa di aver causato la malattia e la morte di diversi cittadini grazie all'uso della magia; alla Henot fu negata la libertà su cauzione. La Henot non confessò mai nulla, neanche sotto tortura, e fu bruciata sul rogo nel maggio del 1627. Il fratello fu scarcerato, ma nuovamente sospettato di stregoneria ed arrestato nel 1629, per poi essere liberato nel 1631, quando l'ondata persecutoria si arrestò. Storici moderni ritengono che i due Henot fossero vittima di una congiura ordita dai vertici della città: il loro ufficio postale privato ostacolava infatti il progetto del conte Leonardo II de Tassis di creare un ufficio postale centrale per tutta la Germania.